# Emblingia calceoliflora
Emblingia calceoliflora är en tvåhjärtbladig växtart som beskrevs av Ferdinand von Mueller. Emblingia calceoliflora ingår i släktet Emblingia och familjen Emblingiaceae. Inga underarter finns listade i Catalogue of Life.